# 충청북도기
충청북도기는 대한민국 충청북도를 상징하는 기이다. 현재 사용되고 있는 기는 2023년 10월 6일에 제정되었다.

## 디자인
하얀색 바탕 가운데에 충청북도의 공식 로고가 그려져 있고 로고 하단에 "충청북도"라는 남색 글자가 쓰여져 있다. 현재 사용되고 있는 충청북도의 공식 로고는 충북이라는 지명의 초성인 'ㅊ', 'ㅂ'자를 모티브로 한 디자인인데 충청북도라는 지명에 대한 정체성을 나타낸다. 또한 ㅊ자와 ㅂ자가 좌우 대칭을 이루고 있는 형상은 각 분야에서 중심을 향하여 균형감 있게 뻗어 나가면서 성장하는 충청북도의 미래 비전을 나타낸다. ㅊ자와 ㅂ자 사이에 있는 화살표 모양의 공간은 대한민국의 중심을 넘어 세계의 중심으로 비상하는 충청북도의 위상을 나타낸다.
충청북도의 공식 로고에서 ㅊ자는 보라색, ㅂ자는 청록색을 띠고 있다. 보라색은 충청북도의 성장 가능성, 미래 지향성, 포용성을 나타내고 청록색은 충청북도의 호수, 친환경, 지속 가능성을 나타낸다. ㅊ자는 충청북도민이 하늘을 향해 뛰어오르는 모습을, ㅂ자는 충청북도민이 충청북도의 자연 환경 속에서 건강하고 행복한 삶을 누리는 모습을 나타낸다. 충청북도의 공식 로고는 총 11획으로 구성되어 있는데 이는 충청북도를 구성하는 11개 시군이 서로 다른 매력을 통해 균형 있게 발전하고 소통하는 모습을 나타낸다.

### 색상
| 색상    | 하양        | 보라 (충북 자색, Chungbuk Purple) | 청록 (충북 청록색, Chungbuk Blue Green) | 남색        |
| ------- | ----------- | --------------------------------- | --------------------------------------- | ----------- |
| CMYK    | 0–0–0–0     | 25–55–0–40                        | 100–7–0–27                              | 100–74–0–67 |
| RGB     | 255–255–255 | 114–69–152                        | 0–174–187                               | 0–22–85     |
| 웹 색상 | #FFFFFF     | #724598                           | #00AEBB                                 | #001655     |

## 과거의 기

### 제1대 기 (1969년 ~ 1999년)

충청북도기 (1969년 7월 31일 ~ 1999년 3월 17일)

1969년 7월 31일부터 1999년 3월 17일까지 사용된 충청북도기는 보라색 바탕 가운데에 금색을 띤 충청북도의 로고가 그려져 있는 기이다. 로고 가운데에는 충북의 '충'을 뜻하는 한자 忠(충)자 문양이, 바깥쪽에는 충북의 '북'을 뜻하는 한자 北(북)자 문양이 그려져 있다. 로고는 전체적으로 농업을 기반으로 하여 공업화된 충청북도를 나타내고 금색은 평화, 번영, 신념을 나타낸다. 보라색 바탕은 수려한 강산, 온후한 인심을 통해 찬란하게 뻗어 나가는 충청북도의 기상을 나타낸다.
| 색상    | 보라       | 금색        |
| ------- | ---------- | ----------- |
| CMYK    | 51–72–0–46 | 0–7–49–6    |
| RGB     | 67–39–137  | 240–223–122 |
| 웹 색상 | #432789    | #F0DF7A     |

### 제2대 기 (1999년 ~ 2023년)

충청북도기 (1999년 3월 18일 ~ 2023년 10월 5일)

1999년 3월 18일부터 2023년 10월 5일까지 사용된 충청북도기는 하얀색 바탕 가운데에 충청북도의 로고가 그려져 있고 로고 하단에 "충청북도"라는 검정색 글자가 쓰여져 있다. 기에 그려진 충청북도의 로고는 위에서 아래쪽으로 밝은 태양(빨간색), 푸른 산(초록색), 맑은 물(파란색)을 뜻하는 붓 터치 디자인을 조화롭게 배치하여 청풍명월의 고장인 충청북도의 이미지를 형상화한 디자인이다.
하얀색 바탕은 충청북도민의 순수함, 세계로 뻗어 나갈 수 있는 무한한 가능성을 나타낸다. 로고 상단에 있는 빨간색 태양은 충청북도의 희망찬 미래, 뿌리 깊은 문화·선비 정신과 같이 충청북도민 고유의 정체성을 나타낸다. 가운데에 있는 초록색 부분은 속리산·월악산·소백산 등을 포함한 충청북도의 아름다운 자연을 힘차게 표현한 디자인인데 이는 역동적으로 발전하는 충청북도를 나타낸다. 하단에 있는 파란색 부분은 충주호·대청호 등을 포함한 충청북도 내륙 지대의 맑은 물, 생명의 근원으로서 발전하는 충청북도의 도정을 받쳐주는 터전을 나타낸다.
| 색상    | 하양        | 빨강       | 초록        | 파랑        | 검정      |
| ------- | ----------- | ---------- | ----------- | ----------- | --------- |
| CMYK    | 0–0–0–0     | 0–81–80–14 | 100–0–39–43 | 100–36–0–12 | 0–0–0–100 |
| RGB     | 255–255–255 | 219–42–44  | 0–146–89    | 0–143–224   | 0–0–0     |
| 웹 색상 | #FFFFFF     | #DB2A2C    | #009259     | #008FE0     | #000000   |

## 같이 보기
- 충청북도의 상징

## 참고자료
- 자치법규정보시스템 - 충청북도 브랜드 관리 및 가치 제고에 관한 조례